# خط كامهوبر

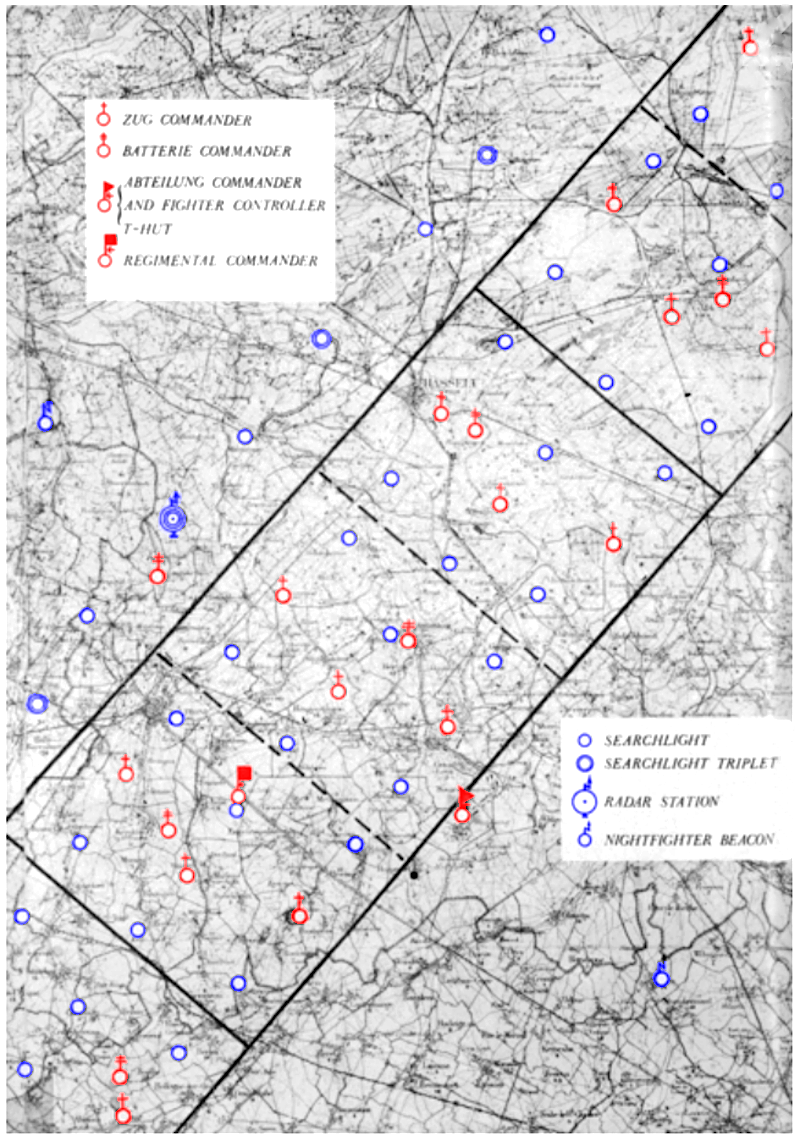
خريطة لجزء من خط كامهوبر سرقه عميل بلجيكي وتم نقله إلى البريطانيين في عام 1942. يتم عرض صناديق "الحزام" و" المقاتلات الليلية "

كان خط كامهوبر هو الاسم الذي اطلقه الحلفاء على نظام الدفاع الجوي الليلي الألماني في يوليو 1940 على يد العقيد جوزيف كامهوبر. تألف من سلسلة من قطاعات التحكم المجهزة بالرادارات والكشافات والمقاتلات الليلية المرتبطة. سيقوم كل قطاع بتوجيه المقاتلات الليلية إلى نطاق مرئي نحو القاذفات المستهدفة.
كان الخط فعالًا جدًا ضد تكتيكات قيادة القاذفات المبكرة. ومع ذلك، تم تحليل الطريقة الألمانية من قبل سلاح الجو الملكي البريطاني وتم تطوير إجراء مضاد. استمر التدبير المضاد حتى أكتوبر 1944، عندما لم تعد الدفاعات الألمانية قادرة على الاستجابة. 

## وصف
تألفت النسخة الأولى من الخط من سلسلة من محطات الرادار مع تغطية متداخلة، ثلاث طبقات عميقة من الدنمارك إلى منتصف فرنسا، تغطي كل منطقة حوالي 32   كم (شمال - جنوب) و20   كم عرض (الشرق والغرب). كان يُعرف كل مركز تحكم باسم منطقة Himmelbett، والذي يتكون من رادار فريا بمدى حوالي 100 كم، «كشاف رئيسي» موجه من قبل الرادار، وعدد من الكشافات الموجهة يدويًا تنتشر عبر الخلية. كما تم تعيين كل خلية واحدة ومقاتلة ليلية احتياطية. كانت المقاتلة المستخدمة عادةً هي دورنير دو 17 Z-10 أو يونكرز يو 88 C أو ماسرشميت بي إف 110. هذه التقنية الخاصة بالاعتراض الأرضي (GCI) سبقتها استخدام مسرشميت بي اف 109 أحادية المحرك غير المزودة بالرادار والموجهة إلى القاذفات الهجومية من خلال إضاءة الكشافات.
كان على قاذفات سلاح الجو الملكي البريطاني التي كانت تطير إلى ألمانيا أو فرنسا عبور الخط في وقت ما، في الوقت الذي وجه فيه مشغلو رادار فريا الكشاف الرئيسي لإلقاء الضوء على الطائرة. وبمجرد حدوث ذلك، التقطت كشافات أخرى يتم التحكم فيها يدويًا الطائرة أيضًا، وتم توجيه المقاتلات الليلية لاعتراض الطائرات المهاجمة المضاءة. أدت مطالب Bürgermeisters في ألمانيا إلى استدعاء الكشافات إلى المدن الرئيسية، مما قوض هذا النظام.
أضافت الإصدارات الأخيرة من Himmelbett رادارين من فورتسبورغ بمدى حوالي 30 كم. على عكس الإنذار المبكر فريا، كانت فورتسبورغ رادارات تتبع دقيقة (ومعقدة). تم قفل أحدهم على المقاتلات الليلية بمجرد دخولها إلى الزنزانة وبمجرد أن التقطت فريا هدفًا كان فورتسبورج الثاني مقفلًا عليها. تم إرسال جميع تقارير الموقف إلى مركز مراقبة Himmelbett وبالتالي السماح للمراقبين في مركز Himmelbett بالحصول على قراءات مستمرة لمواقع كلتا الطائرتين.